# Karuk
Le karuk (ou karok) est une langue isolée parlée aux États-Unis, dans l'extrême Nord-Ouest de la Californie, le long de la rivière Klamath. Le karuk est rattaché à l'hypothétique groupe des langues hokanes.
Il ne restait que 10 locuteurs en 1997. La langue est quasiment éteinte mais le peuple karuk a mis en place un programme de revitalisation de la langue grâce aux travaux du linguiste William Bright.

## Phonologie

### Voyelles
|         | Antérieure    | Centrale      | Postérieure   |
| ------- | ------------- | ------------- | ------------- |
| Fermée  | i [i] iː [iː] |               | u [u] uː [uː] |
| Moyenne | eː [eː]       |               | oː [oː]       |
| Ouverte |               | a [a] aː [aː] |               |

### Consonnes
|               | Bilabiale | Dentale | Palatale | Vélaire | Glottale |
| ------------- | --------- | ------- | -------- | ------- | -------- |
| Occlusives    | p [p]     | t [t]   |          | k [k]   | ʔ [ʔ]    |
| Fricatives    | f [f]     | s [s]   | š [ʃ]    | x [x]   | h [h]    |
| Affriquées    |           | θ [θ]   | č [t͡ʃ]   |         |          |
| Nasales       | m [m]     | n [n]   |          |         |          |
| Liquides      |           | r [r]   |          |         |          |
| Semi-voyelles | w [w]     |         | y [j]    |         |          |

## Sources
- (en) Silver, Sherley, Shasta and Karok: A Binary Comparison, dans Studies in Californian Linguistics, University of California publications in Linguistics, vol.34, Berkeley & Los Angeles, University of California press, 1964.